# Suzette Sandoz

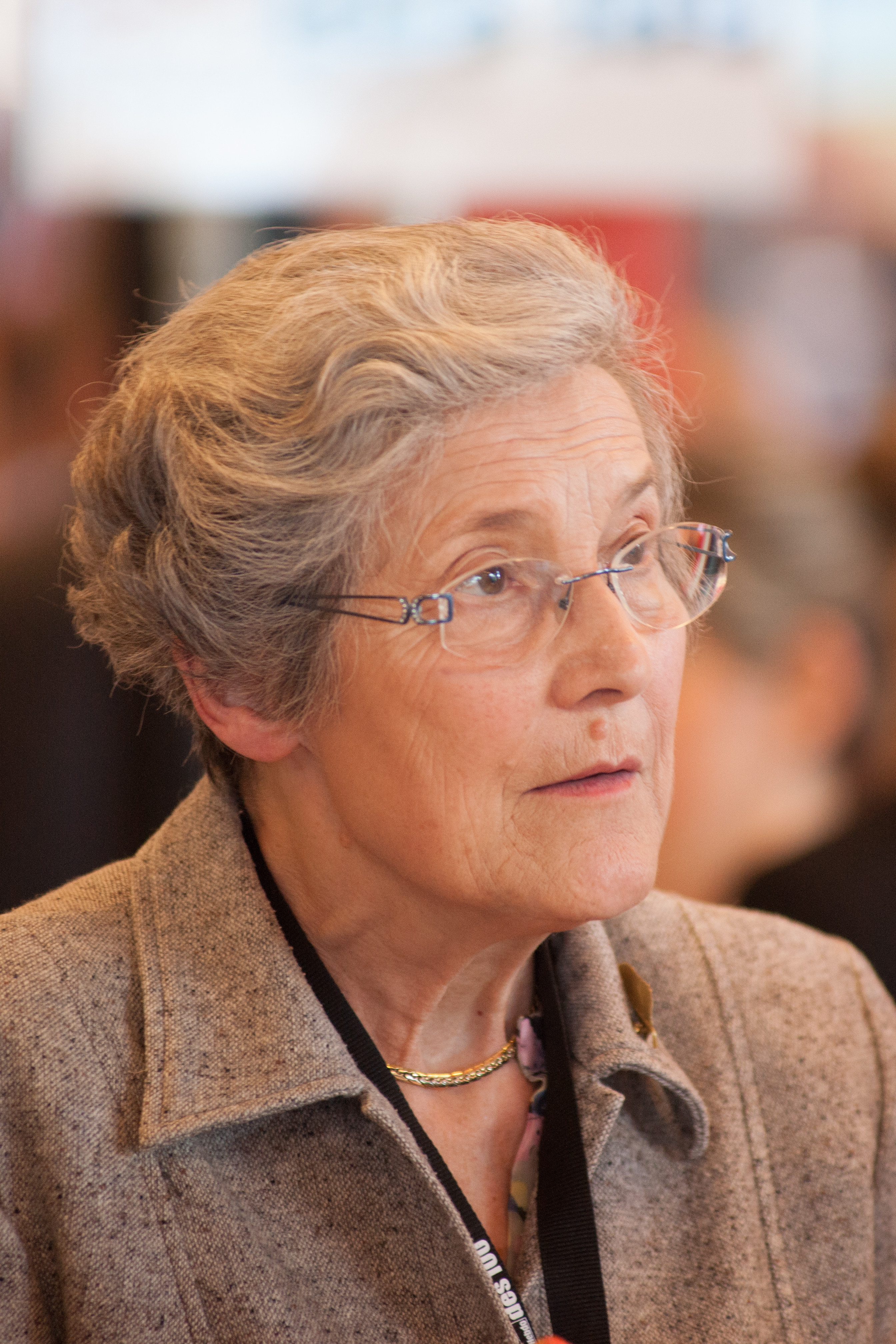
Suzette Sandoz (2014)

Suzette Sandoz (geboren als Suzette Monod am 12. Januar 1942 in Lausanne; heimatberechtigt in Le Locle, La Chaux-de-Fonds und Lausanne) ist eine Schweizer Juristin und Politikerin (LPS). Sie war erste Ordentliche Professorin der Universität Lausanne und Nationalrätin des Kantons Waadt.

## Leben

### Herkunft und Beruf
Suzette Sandoz ist die Tochter eines Berufsmilitärs. Sie studierte Rechtswissenschaften. Während des Studiums in den 1960er-Jahren engagierte sie sich antikommunistisch. Nachdem sie in Kontakt mit linken Gruppen gekommen war, gründete sie die antikommunistische Hochschulzeitschrift «Un action». 1962 reiste sie an das kommunistische Weltjugendtreffen in Helsinki, um Gegenpropaganda zu verteilen. Nach dem Studium war sie Hausfrau und Mutter. Ihr Ehemann, ein Anwalt und Politiker, starb 1980 nach schwerer Krankheit. Kurz vor dessen Tod holte sie ein befreundeter Professor als Assistentin an die Universität Lausanne. Zehn Jahre später wurde sie dort als erste Frau ordentliche Professorin. Von 2002 bis 2004 war sie Dekanin der juristischen Fakultät. Sie lehrte unter anderem zum Familienrecht. Suzette Sandoz war von 1999 bis 2007 Mitglied des Stiftungsrats und von 2002 bis 2013 Mitglied der Kommission «Auswahl & individuelle Förderung» der Schweizerischen Studienstiftung.

### Politische Laufbahn
Sandoz beteiligte sich an der rechten Studentenorganisation Nouvelles Equipes fédéralistes, die 1961 als Gegenreaktion auf progressive Studierende an der Universität Lausanne gegründet wurde. Sie war ein leitendes Mitglied der Organisation Aktion Nationaler Wiederaufbau, die, von Théodore Aubert und Jean-Marie Musy und anderen ursprünglich 1936 in Zürich gegründet, 1961 reaktiviert wurde.
Sandoz war von 1986 bis 1991 Mitglied des Grossen Rats des Kantons Waadt. Von 1991 bis 1998 war sie Mitglied des Nationalrats.
Sie erarbeitete sich in dieser Zeit den Ruf einer Antifeministin. Sie bekämpfte die Revision des Eherechts, den Kündigsschutz für schwangere Frauen, die Schaffung von Gleichstellungsbüros und das Gleichstellungsgesetz. Ihrer Ansicht nach ist seit der Einführung des Frauenstimmrechts die Gleichberechtigung von Mann und Frau erreicht, ausser beim Rentenalter, wo sie für die Erhöhung auf 65 Jahre für Frauen plädiert hat. Sie wird mit den Worten zitiert: «Das Geschlecht darf kein Kriterium sein, ausser bei der Heirat.» Diesem Verständnis von Ehe gemäss lehnt sie auch die Ausdehnung der Ehe auf gleichgeschlechtliche Paare ab.
1992 gehörte sie zu den wenigen Gegnern des EWR-Beitritts in der Romandie. Sie war Kopräsidentin des Referendumskomitees, markierte gleichzeitig aber auch Distanz zu Christoph Blocher. Weiter setzte sie sich für eine restriktive Drogenpolitik ein. Sie gehörte dem Initiativkomitee der Volksinitiative «Jugend ohne Drogen» als Kopräsidentin an und bekämpfte auch die ärztlich verordnete Heroinabgabe.
1998 trat sie vorzeitig aus dem Nationalrat zurück. Ihre Nachfolgerin wurde Marguerite Florio.
Auch nach ihrem Ausscheiden aus dem Nationalrat äusserte sie sich weiter zu politischen Themen und engagierte sie sich in Initiativkomitees und Abstimmungskämpfen. Für die NZZ am Sonntag verfasste sie von 2002 bis 2011 eine Kolumne. 2006 gehörte sie zu den bürgerlichen Gegnern der Revision des Asyl- und des Ausländergesetzes. Sie war zudem Mitglied des Initiativkomitees der Volksinitiative «Schutz vor Sexualisierung in Kindergarten und Primarschule», die 2012 lanciert und 2015 zurückgezogen wurde.

## Werke
- Suzette Sandoz: Une voix claire dans la foule. Editions Cabédita, Bière 2013, ISBN 978-2-88295-662-0 (Kolumnen aus der NZZ am Sonntag 2002–2011).